# Giuseppe Vaccarini
Giuseppe Vaccarini (né en 1952 à Miradolo Terme, dans la province de Pavie, en Lombardie) est un sommelier italien élu  « Meilleur Sommelier du Monde A.S.I. 1978 » et Président pour deux mandats, du 1996 au 2004, de l'Association de la Sommellerie Internationale

## Biographie
Giuseppe Vaccarini obtient le diplôme de « Technicien des activités hôtelières » ainsi que les diplômes  de qualification  professionnelle en « Hôtellerie et service au restaurant  et de cuisine ». Au début de sa carrière, entreprenant différentes expériences de travail parmi lesquelles les plus significatives sont celle de sommelier et, ensuite, directeur du restaurant « Gualtiero Marchesi » à Milan, du 1978 au 1983 et celle à la direction de la Locanda dell'Amorosa de Sinalunga, en province de Sienne. À celles-ci suivent des expériences à Venise au restaurant « La Regina », à Milan au restaurant-bistrot russe "Yar" et à Son Bou sur l'île de Minorque au restaurant « Opera ».
Parallèlement, Giuseppe Vaccarini commence sa carrière d'enseignant à l'Istituto Alberghiero Carlo Porta de Milan où, au début, il enseigne la "Technologie Hôtelière" pour donner ensuite les cours de "Technique et pratique des Services de Salle-Bar et celui en sommellerie" dont il a été le créateur. Le rôle d'enseignant de Vaccarini ne se limite pas au lycée hôtelier milanais mais il est marqué de collaborations avec les Universités italiennes de Lecce, SDA Bocconi à Milan et Université catholique du Sacré Cœur de Piacenza, ainsi que des Universités dans d'autres Pays au monde : Pérou, Brésil, Mexique, Corée du Sud et Viêt Nam, toujours en matière de gastronomie, œnologie et sommellerie.
En 2002, à la fin de son mandat de trois ans de Présidence de l'A.I.S. (Associazione Italiana Sommeliers), il reçoit le diplôme universitaire Honoris Causa in "Wine and Food Advice" de la part du Politecnico di Studi Aziendali de l'Université de Lugano (CH).
De 1990 au 2006, il a été membre du Comité Technique du Thophée Ruinart pour le Concours du Meilleur Sommelier d'Europe et du Comité Technique pour le Meilleur Sommelier du Monde, concours sous l'égide de l'A.S.I. (Association de la Sommellerie Internationale), dont Vaccarini a été Secrétaire Général de 1987 à 1990, et ensuite Président pour deux mandats, de 1996 à 2004. 
En juin 2007 Giuseppe Vaccarini a fondé ASPI, l'Associazione della Sommellerie Professionale Italiana dont il est actuellement président.
Vaccarini est aussi journaliste spécialisé en œno-gastronomie. Il a collaboré et collabore, depuis longtemps, avec des prestigieux magazines italiens, parmi lesquels : La Cucina Italiana, Ristorazione & Catering, Civiltà del Bere, La Grande Cucina Professionale & Wine, Bar Giornale, Tempi, ainsi que des magazines internationaux : The Sommelier, Sommeliers International, Four, etc.